# Zürich–Lausanne
Das Rennen Zürich–Lausanne war eine Radsportveranstaltung, die als Eintagesrennen in der Schweiz für Berufsfahrer ausgetragen wurde.

## Geschichte
Mitten im Zweiten Weltkrieg startete das Rennen 1944 mit dem Sieg von Hans Knecht. Das Rennen führte von Zürich nach Lausanne über eine Distanz von 243 Kilometern. Die erste Austragung 1944 ging über zwei Etappen, danach wurden die Rennen als Eintagesrennen absolviert.

## Sieger
- 1944  Hans Knecht
- 1945  Guy Lapébie
- 1946  Ernst Näf
- 1947  Renzo Zanazzi
- 1948  Oscar Plattner
- 1949  Camille Danguillaume